# Боно, Пьетро де
Пьетро де Боно (Pietro De Bono, Can. Reg. Of Santa Maria Of Reno, также известный как Pietro Gaetani da Pisa, Pietro di Verona, Petrus Bononiensis) — католический церковный деятель XII века. На консистории 15 декабря 1165 года был провозглашен кардиналом-дьяконом с титулом церкви Санта-Мария-ин-Аквиро. Затем стал кардиналом-священником с титулом церкви Санта-Сусанна. Участвовал в выборах папы 1181 (Луций III), 1185 (Урбан III) и 1187 (Григорий VIII) годов. В 1196 году вместе с кардиналом Манфредо был послан в качестве папского легата на Сицилию. Был одним из 7 кардиналов, присутствовавших при подписании перемирия между императором Фридрихом I Барбароссой и папой Александром III в Венеции в 1177 году.